# Баламутень
Баламутень (біл. Баламуцень) — персонаж білоруської міфології, болотний дух, що живе у кожній річці та кожному озері. Часто викрадає молодих дівчат, проте ніколи не вбиває і завжди повертає їх додому — навіть якщо дівчина буде намагатися потонути у неї нічого не вийде.

## Опис
Баламутень це болотний дух, що живе у кожній річці та кожному озері. Найчастіше постає у вигляді безформної огидної субстанції, чимось схожий на Водяника, він неймовірно великого зросту, з головою у вигляді глечика, одутлою особою, через що майже не видно його очей, з зеленою, як все його тіло бородою, гусячою шкірою, величезним животом і короткими, тонкими та кривими ніжками. Баламутень є холостяком, однак, дуже любить жінок і дуже часто викрадає молодих дівчат. В основному він викрадає їх там, де вони купаються або полощуть білизну. Спершу, він лише необразливо жартує з ними: каламутить воду і лоскоче їх. Так він одночасно розважається і вибирає собі тимчасову супутницю. Білизну тієї, яка йому найбільш сподобалася, Баламутень заганяє до іншого берега водойми та чекає появи господині. Якщо дівчина приходить, він постає перед нею, а щоб вона не злякалася і не втекла — він напускає на неї свої чари та вона добровільно йде за ним.
Баламутень ніколи не бере жінок до себе назавжди та ніяк не шкодить їм й завжди повертає їх додому, і дівчина в такому випадку не може потонути, навіть якщо дуже захоче.
Крім викрадення жінок він не виявляв агресії щодо людей, лише зрідка жартуючи над ними. Дух з'являється тільки під вечір, тому його не можна побачити в сонячну погоду.
Баламутень є практично безсмертною істотою, йому може нашкодити тільки сильне сонце або повне осушення його місця існування.